# Нове Поле (Василівський район)
Нове́ По́ле — село в Україні, у Роздольській сільській громаді Василівського району Запорізької області. Населення становить 80 осіб. До 2020 орган місцевого самоврядування — Роздольська сільська рада.

## Географія
Село Нове Поле розташоване за 2 км від села Кавунівка та за 2,5 км від села Кохане. Поруч із селом протікає третім Магістральний канал.

## Історія
1810 — дата заснування як села Розенталь.
В 1945 році перейменоване в село Нове Поле.
12 червня 2020 року, відповідно до розпорядження Кабінету Міністрів України № 713-р «Про визначення адміністративних центрів та затвердження територій територіальних громад Запорізької області», увійшло до складу Роздольської сільської громади.
19 липня 2020 року, в результаті адміністративно-територіальної реформи та ліквідації  Михайлівського району та Токмацького районів населені пункти  громади увійшли до складу Василівського району.